# Bauhinia accrescens
Bauhinia accrescens är en ärtväxtart som beskrevs av Ellsworth Paine Killip och James Francis Macbride. Bauhinia accrescens ingår i släktet Bauhinia och familjen ärtväxter. Inga underarter finns listade i Catalogue of Life.